# Shine Over Babylon
Shine Over Babylon è un singolo della cantante statunitense Sheryl Crow estratto dall album Detours e prodotto dalla A&M Records.

## Il videoclip
Il videoclip del brano vede la cantante suonare una chitarra acustica mentre, sullo sfondo, vengono fatti vedere alcune prime pagine di quotidiani che riportano notizie sulla povertà.

## Classifica
| Classifica (2008)                    | Posizione più alta |
| ------------------------------------ | ------------------ |
| Classifica italiana singoli (Top 50) | 42                 |